# Aggiunte a Daniele
Le aggiunte a Daniele sono i tre testi deuterocanonici presenti nel libro di Daniele. Queste aggiunte non presenti nel testo ebraico, contenuto nel testo masoretico, compaiono nelle versioni in greco, contenute nella Settanta e nella versione di Teodozione.

I tre episodi sono:
- Preghiera di Azaria e Cantico dei tre giovani nella fornace
- Storia di Susanna
- Bel e il Drago

Questi episodi sono considerati apocrifi da ebrei e protestanti.